# Campionato europeo femminile di calcio 1969
Il Campionato europeo femminile di calcio 1969 fu un torneo di calcio della Women's association football contestato dalle nazioni europee. Si svolse in Italia l'1 e il 2 novembre 1969, e fu organizzato dalla FICF (Federazione Italiana Calcio Femminile).
Il torneo ha visto la partecipazione di 4 squadre, con partite disputate a Novara, Aosta e Torino. Considerato non ufficiale perché non è stato eseguito sotto gli auspici della UEFA, è stato un precursore del Campionato europeo femminile di calcio. L'Italia ha vinto il torneo, battendo la Danimarca 3-1 in finale.

## Tabellone
|  | Semifinali  | Semifinali  | Semifinali |           |        | Finale          | Finale          | Finale          |  |
|  |             |             |            |           |        |                 |                 |                 |  |
|  | Italia      | Italia      | 1          |           |        |                 |                 |                 |  |
|  | Italia      | Italia      | 1          |           |        |                 |                 |                 |  |
|  | Francia     | Francia     | 0          |           |        |                 |                 |                 |  |
|  | Francia     | Francia     | 0          |           | Italia | Italia          | 3               |                 |  |
|  |             |             |            |           | Italia | Italia          | 3               |                 |  |
|  |             |             | Danimarca  | Danimarca | 1      |                 |                 |                 |  |
|  | Danimarca   | Danimarca   | Danimarca  | Danimarca | 1      | 4               |                 |                 |  |
|  | Danimarca   | Danimarca   |            |           |        | 4               |                 |                 |  |
|  | Inghilterra | Inghilterra | 3          |           |        | Finale 3º posto | Finale 3º posto | Finale 3º posto |  |
|  | Inghilterra | Inghilterra | 3          |           |        |                 |                 |                 |  |
|  |             |             |            |           |        |                 |                 |                 |  |
|  |             |             |            |           |        | Inghilterra     | Inghilterra     | 2               |  |
|  |             |             |            |           |        | Inghilterra     | Inghilterra     | 2               |  |
|  |             |             |            |           |        | Francia         | Francia         | 0               |  |

## Risultati

### Semifinali
| Arbitro: | Marocco |

|                |           |  |
| Giubertoni 27’ | Marcatori |  |

| Arbitro: | Turco |

|                                               |           |                    |
| Christensen 13’, 44’ Ševčíková 15’ Hansen 28’ | Marcatori | 8’, 53’, 61’ Lopez |

### Finale terzo posto
| Arbitro: | Peter Mikkelsen |

|                       |           |  |
| Tungate 12’ Lopez 46’ | Marcatori |  |

### Finale
| Arbitro: | Cosentina |

|                           |           |           |
| Ciceri 12’, 33’ Medri 30’ | Marcatori | 8’ Hansen |

## Classifica marcatrici
4 reti
- Sue Lopez

2 reti
- Irene Christensen

- Lone Hansen

- Maurizia Ciceri

1 rete
- Marie Ševčíková
- Sue Tungate

- Aurora Giubertoni

- Stefania Medri